# Erovnuli Liga 2
L'Erovnuli Liga 2, organitzada per la Federació Georgiana de Futbol, és la segona divisió de futbol professional a Geòrgia. Igual que la primera divisió, va canviar el nom i l'organització a partir de l'any 2017. Anteriorment s'anomenava Pirveli Liga (en georgià, პირველი ლიგა). Des del 2019 la lliga s'anomena Crystalbet Erovnuli Liga 2 per motius de patrocini.
La primera lliga georgiana es va organitzar el 1990 i, tot i que avui dia només participen deu equips a la segona divisió, ha canviat sovint el seu format i la quantitat d'equips que han jugat, ja que generalment hi havia diferents grups.

## Estructura de la lliga
Hi ha deu clubs que competeixen a l'Erovnuli Lliga 2. Durant la temporada cada club juga contra el seu rival quatre vegades, dues a casa i dues a fora.
Al final de cada temporada, el campió guanya l'ascens automàtic i l'últim de la primera divisió baixa. L'equip subcampió i el tercer classificat participen en partits de play-off a casa i fora de casa contra els clubs, respectivament, 9è i 8è classificats de la Erovnuli Liga.
D'altra banda, els dos últims classificats baixen a la Liga 3 i el seu lloc l'ocupen primer i segon de la divisió inferior. 7è i 8è de l'Erovnuli Liga 2 juguen un play-off a casa i a fora amb 3r i 4t de Liga 3.

## Format
Aquest és un registre complet del nombre d'equips que han participat en cada temporada al llarg de la història de la segona divisió georgiana.
| - 1990 = 20 - 1991 = 18 - 1991-1992 = 20 - 1992-1993 = 16 - 1993-1994 = 32 - 1994-1995 = 29 | - 1995-1996 = 39 - 1996-1997 = 37 - 1997-1998 = 54 - 1998-1999 = 55 - 1999-2000 = 46 - 2000-2002 = 12 | - 2002-2005 = 16 - 2005-2007 = 18 - 2007-2008 = 20 - 2008-2009 = 22 - 2009-2010 = 15 - 2010-2011 = 17 | - 2011-2012 = 20 - 2012-2013 = 24 - 2013-2014 = 26 - 2014-2015 = 20 - 2015-2016 = 18 - Des del 2017 = 10 |

## Equips 2025
Aquest són els deu equips que competeixen a la Erovnuli Liga 2 la temporada 2025.
Rustavi, Lokomotivi i Sioni han jugat anteriotment a primera divisió on aquest últim va arribar a ser campió. Gonio i Iberia-2 1999 són els debutants a la lliga..
| Club          | Posició últim any   | Localitat | Regió                     |
| ------------- | ------------------- | --------- | ------------------------- |
| Dinamo-2      | 6è                  | Tbilisi   | Tbilisi                   |
| Gonio         | 1r a Liga 3         | Batumi    | Adjària                   |
| Iberia-2 1999 | 4t a Liga 3         | Tbilisi   | Tbilisi                   |
| Lokomotivi    | 4t                  | Tbilisi   | Tbilisi                   |
| Merani        | 3r a Liga 3         | Martvili  | Mingrèlia - Alta Svanètia |
| Meshakhte     | 2n a Liga 3         | Tkibuli   | Imerècia                  |
| Rustavi       | 2n                  | Rustavi   | Kvemo Kartli              |
| Samtredia     | 10è a Erovnuli Liga | Samtrèdia | Imerècia                  |
| Sioni         | 3r                  | Bolnisi   | Kvemo Kartli              |
| Spaeri        | 5è                  | Tbilisi   | Tbilisi                   |

## Resum Erovnuli Liga 2
Des de la reestructuració a la Lliga 2 el 2017, 27 equips han passat almenys una temporada a la divisió, inclosos sis dels deu clubs que competeixen a l'Erovnuli Liga 2025.

### Tres primers classificats Erovnuli Liga 2
| Temporada | Campió           | Segon               | Tercer          |
| --------- | ---------------- | ------------------- | --------------- |
| 2017      | Rustavi          | Merani Martvili     | Sioni Bolnisi   |
| 2018      | Dinamo Batumi    | WIT Georgia         | FC Gagra        |
| 2019      | Merani Tbilisi   | Samtredia           | Telavi          |
| 2020      | Shukura Kobuleti | Samgurali Tsqaltubo | FC Gagra        |
| 2021      | Sioni Bolnisi    | FC Gagra            | Merani Martvili |
| 2022      | Shukura Kobuleti | Spaeri              | Samtredia       |
| 2023      | Kolkheti 1913    | Gareji Sagarejo     | Spaeri          |
| 2024      | Gareji Sagarejo  | Rustavi             | Sioni           |

### Ascensos a Erovnuli Liga
| Temporada | Ascens directe   | Ascens Play-Off     |
| --------- | ---------------- | ------------------- |
| 2017      | Rustavi          | Sioni Bolnisi       |
| 2018      | Dinamo Batumi    | WIT Georgia         |
| 2019      | Merani Tbilisi   | Samtredia; Telavi   |
| 2020      | Shukura Kobuleti | Samgurali Tsqaltubo |
| 2021      | Sioni Bolnisi    | FC Gagra            |
| 2022      | Shukura Kobuleti | Samtredia           |
| 2023      | Kolkheti 1913    |                     |
| 2024      | Gareji Sagarejo  |                     |

### Descensos a Liga 3
| Temporada | Clubs                                           |
| --------- | ----------------------------------------------- |
| 2017      | Zugdidi • Meshakhte Tkibuli • Guria Lanchkhuti  |
| 2018      | Samgurali Tsqaltubo • Merani Martvili           |
| 2019      | Guria Lanchkhuti • Kolkheti 1913 • Tskhinvali   |
| 2020      | Aragvi Dusheti                                  |
| 2021      | Chikhura Sachkhere                              |
| 2022      | Rustavi • Dinamo Zugdidi • Shevardeni 1906      |
| 2023      | Merani Martvili • Merani Tbilisi                |
| 2024      | Aragvi • Shturmi • WIT Georgia • Kolkheti Khobi |

### Estadístiques
Des de la reestructuració a la Lliga 2 el 2017, 27 equips han passat almenys una temporada a la divisió, inclosos sis dels deu clubs que competeixen a l'Erovnuli Liga 2025.
| Merani Martvili  | 7 | 2  | 10 | 2  | 10 | -  | 8  | 3  | 4   | 9  | -  |   |
| WIT Georgia      | 7 | 2  | 9  | 6  | 2  | -  | 9  | 8  | 8   | 6  | 9  | - |
| Rustavi          | 6 | 1  | 9  | 1  | -  | -  | 4  | 9  | 7   | -  | 2  |   |
| Sioni            | 6 | 1  | 7  | 3  | -  | -  | 7  | 1  | -   | 4  | 3  |   |
| Dinamo Zugdidi   | 5 | 5  | 10 | 10 | -  | 7  | 5  | 7  | [a] | -  | -  | - |
| Gagra            | 5 | 2  | 5  | 4  | 3  | 5  | 3  | 2  | -   | -  | -  | - |
| Merani Tbilisi   | 5 | 1  | 10 | -  | 4  | 1  | -  | 5  | 6   | 10 | -  | - |
| Shevardeni 1906  | 5 | 4  | 6  | -  | 6  | 4  | 6  | 6  | [a] | -  | -  | - |
| Gareji           | 4 | 1  | 5  | -  | -  | -  | -  | 4  | 5   | 2  | 1  | - |
| Shukura          | 4 | 1  | 7  | -  | 7  | 6  | 1  | -  | 1   | -  | -  | - |
| Spaeri           | 4 | 2  | 5  | -  | -  | -  | -  | -  | 2   | 3  | 5  |   |
| Dinamo Tbilisi-2 | 3 | 5  | 6  | -  | -  | -  | -  | -  | -   | 5  | 6  |   |
| Locomotive       | 3 | 8  | 8  | -  | -  | -  | -  | -  | -   | 8  | 4  |   |
| Samtredia        | 3 | 2  | 3  | -  | -  | 2  | -  | -  | 3   | -  | -  |   |
| Samgurali        | 3 | 2  | 8  | 5  | 8  | -  | 2  | -  | -   | -  | -  | - |
| Tskhinvali       | 3 | 7  | 10 | 7  | 9  | 10 | -  | -  | -   | -  | -  | - |
| Aragvi           | 2 | 10 | 10 | -  | -  | -  | 10 | -  | -   | -  | 7  | - |
| Guria            | 2 | 8  | 8  | 8  | -  | 8  | -  | -  | -   | -  | -  | - |
| Kolkheti 1913    | 2 | 1  | 9  | -  | -  | 9  | -  | -  | -   | 1  | -  | - |
| Meshakhte        | 2 | 9  | 9  | 9  | -  | -  | -  | -  | -   | -  | -  |   |
| Telavi           | 2 | 3  | 5  | -  | 5  | 3  | -  | -  | -   | -  | -  | - |
| Kolkheti Khobi   | 2 | 7  | 10 | -  | -  | -  | -  | -  | -   | 7  | 10 | - |
| Chikhura         | 1 | 10 | 10 | -  | -  | -  | -  | 10 | -   | -  | -  | - |
| Dinamo Batumi    | 1 | 1  | 1  | -  | 1  | -  | -  | -  | -   | -  | -  | - |
| Shturmi          | 1 | 8  | 8  | -  | -  | -  | -  | -  | -   | -  | 8  | - |
| Gonio            | 1 | -  | -  | -  | -  | -  | -  | -  | -   | -  | -  |   |
| Iberia-2 1999    | 1 | -  | -  | -  | -  | -  | -  | -  | -   | -  | -  |   |

a  Expulsat de la lliga el maig de 2022 per arreglar partits.
Estat actual d'aquests clubs el 2025
|  | Erovnuli Liga   | 6  |
|  | Erovnuli Liga 2 | 10 |
|  | Liga 3          | 5  |
|  | Liga 4          | 1  |
|  | Regionuli Liga  | 1  |
|  | Desapareguts    | 4  |